# Hitman 2: Silent Assassin
Hitman 2: Silent Assassin é um jogo eletrônico furtivo desenvolvido pela IO Interactive e publicado pela Eidos Interactive. Ele é o segundo título da franquia Hitman e foi lançado primeiramente em 1 de outubro de 2002 para as plataformas Microsoft Windows, Playstation 2 e Xbox, e mais tarde em junho de 2003 para Nintendo GameCube.

## Jogabilidade
Hitman 2: Silent Assassin apresenta jogabilidade baseada em missões e a perspectiva em 3ª pessoa, que pode ser alterado para a visão em 1ª. Em cada missão, o personagem principal, um assassino de aluguel chamado apenas de Agente 47, recebe alguns objetivos a serem cumpridos em cada missão. A maioria das missões exigem o assassinato de uma ou mais pessoas. A maneira como se chega e/ou acaba com seu alvo, é o jogador que escolhe, tendo as mais variáveis maneiras; Entre elas, assassinar com veneno, enforcamento através de uma fibra de caborno ou simplesmente atirar no alvo. É sempre preferível, utilizar métodos silenciosos e discretos, para garantir um ranking maior no final da fase.
O agente 47 pode disfarçar-se para se infiltrar em lugares sem ser notado e, assim, atingir seus alvos; Isso está associado com um sistema de "desconfiômetro": Uma barra ao lado da de vida, que representa o quão suspeito as pessoas ao seu redor estão. Existem as mais variáveis formas de utilizar esse sistema: Para carregar um fuzil, é necessário que o personagem utilize um disfarce condizente, como um soldado russo, ou policial; Outro ponto a se ter cuidado é não ficar muito próximo de outros personagens que tenham o mesmo disfarce, já que chegando muito perto, os personagens podem avaliar de forma mais criteriosa o disfarce, o que pode causar problemas. Ser pego fazendo coisas consideradas incomuns, também aumentam as suspeitas.
Caso as suspeitas fiquem muito altas, o disfarce do agente será comprometido, o que obrigará o jogador a procurar outras alternativas e disfarces.
Hitman 2 utiliza um sistema de ranking no fonal da missão, onde o jogador recebe uma nota de acordo com o seu desempenho na missão, que varia entre silencioso-agressivo, sendo o ranking Silent Assassin ("Assassino Silencioso") como perfeitamente silencioso e Mass Murderer ("Assassino em massa") como totalmente agressivo. A recompensa de se conseguir um bom ranking é o desbloqueio de algumas armas. Essas armas podem ser usadas nas missões que o jogador já concluiu. Armas maiores como Fuzis e Rifles de Precisão, são colocadas dentro de maletas, já armas pequenas como pistolas, revólveres e submetralhadoras podem ser escondidas no terno do agente.

## Sinopse
Após os eventos de Hitman: Codename 47, o agente decide deixar sua vida sanguinária para trás e vai para a região da Sicília, onde arruma um emprego de jardineiro em uma igreja. O responsável por acolher 47, é o reverendo Emilio Vittorio. Um dia após confessar seus crimes do passado ao padre, um grupo de homens desconhecidos invade a igreja e sequestram o reverendo, deixando para trás um bilhete exigindo US$500 mil para liberarem o padre.
Incapaz de fazer tal pagamento, 47 contacta seus antigos empregadores da Agência Internacional de Contratos (ICA) para conseguir algum tipo de assistência. A Agência concorda em ajudar em troca do retorno de 47 para concluir vários contratos para eles. Suas missões o levam a vários lugares do mundo como Rússia, Japão, Malásia, Afeganistão e Índia. Com o tempo, 47 apenas aceita que seu amigo está morto e desiste de procurá-lo.
Após eliminar o último alvo, a Agência informa que o sequestro do reverendo foi orquestrado por Sergei Zavorotko, irmão de Arkadij Jegorov (um dos cinco doadores genéticos e alvos do jogo anterior). Além disso, ele descobre que todos os alvos estavam ligados à venda de uma ogiva nuclear para Sergei que precisava deles eliminados para esconder o fato de que ele pretendia armar as ogivas para mísseis que possuíam software que os disfarçaria como americanos, contornando assim o sistema americano de defesa antimísseis, e vendendo-os às partes interessadas. 47 persegue Sergei, que leva o reverendo de volta a sua igreja. Após matar ele e seus homens, 47 salva seu amigo. O padre implora a 47 que renuncie do seu caminho de violência e leve uma vida boa, entregando-lhe seu rosário. Incapaz de encontrar a paz interior, porém, 47 deixa o rosário na porta da igreja e retorna formalmente ao ICA.

## Desenvolvimento
Uma das maiores críticas do jogo anterior era a inacessibilidade para a maioria dos jogadores devido a sua dificuldade na jogabilidade e um sistema problemático de Checkpoint que era praticamente inexistente.A história inicial do jogo aconteceria após os acontecimentos do primeiro jogo. Depois de ouvir as mudanças planejadas para Hitman 2, a PC Gamer declarou em dezembro de 2001 que "Hitman 2 deveria ser tudo o que desejávamos de seu antecessor - e isso nos dá grandes esperanças."

## Recepção
Hitman 2: Silent Assassin recebeu críticas "geralmente positivas", segundo o agregador Metacritic. O GameSpot avaliou o jogo com 8.6/10, destacando que ele corrige quase todos os problemas do antecessor e o considera um título "notável". A revista Electronic Gaming Monthly deu à versão de GameCube notas 7/8/8.5, elogiando a recompensa para jogadores pacientes, mas criticando a inteligência artificial e os briefings das missões.
O jogo vendeu mais de 3,7 milhões de cópias até abril de 2009. Nos Estados Unidos, a versão de PlayStation 2 vendeu 1,1 milhão de unidades, arrecadando 39 milhões de dólares até 2006, tornando-se o 47º jogo mais vendido para PS2, Xbox ou GameCube no período. Na Europa, recebeu certificações de vendas, incluindo "Platinum" para a versão de PS2, que superou 300 mil cópias no Reino Unido.
Hitman 2 foi indicado a diversos prêmios, incluindo "Jogo de Ação do Ano" pela Computer Gaming World e várias categorias do GameSpot, como "Melhor Sequência para PC" e "Melhor Música". Também foi indicado ao prêmio de "Jogo de Ação/Aventura do Ano" pela Academia de Artes e Ciências Interativas. Críticos elogiaram as melhorias em relação ao jogo anterior e seu design envolvente, consolidando-o como um dos melhores títulos de sua época.

### Controvérsia
O lançamento do jogo gerou polêmica devido a um nível que mostrava o assassinato de Sikhs dentro de uma representação de seu local mais sagrado, o Templo Dourado, onde centenas de Sikhs foram massacrados em 1984. Em resposta, o nível foi editado nas versões de Silent Assassin para Microsoft Windows e GameCube, removendo todas as referências relacionadas ao Sikh.